# سادراک گونسالس-پریون
سادراک گونسالس-پرِیون (اسپانیایی: Sadrac González-Perellón‎؛ زادهٔ ۲۴ سپتامبر ۱۹۸۳) کارگردان فیلم، و فیلم‌نامه‌نویس اهل اسپانیا است.
از فیلم‌ها یا مجموعه‌های تلویزیونی که وی در آن‌ها نقش داشته‌است، می‌توان به «مینا رفته‌است» اشاره نمود.